# 3 000 mètres steeple masculin aux championnats du monde d'athlétisme 2005
Navigation
Paris 2003 Osaka 2007
L'épreuve du 3 000 mètres steeple masculin des championnats du monde d'athlétisme 2005 s'est déroulée les 7 et 9 août 2005 dans le Stade olympique d'Helsinki, en Finlande. Elle est remportée par le Qatarien Saif Saaeed Shaheen.

## Résultats

### Finale
| Rang               | Athlète               | Pays       | Temps         |
| ------------------ | --------------------- | ---------- | ------------- |
| Médaille d'or      | Saif Saaeed Shaheen   | Qatar      | 8 min 13 s 31 |
| Médaille d'argent  | Ezekiel Kemboi        | Kenya      | 8 min 14 s 95 |
| Médaille de bronze | Brimin Kipruto        | Kenya      | 8 min 15 s 30 |
| 4                  | Brahim Boulami        | Maroc      | 8 min 15 s 32 |
| 5                  | Simon Vroemen         | Pays-Bas   | 8 min 16 s 76 |
| 6                  | Antonio David Jiménez | Espagne    | 8 min 17 s 69 |
| 7                  | Paul Kipsiele Koech   | Kenya      | 8 min 19 s 14 |
| 8                  | Bouabdellah Tahri     | France     | 8 min 19 s 96 |
| 9                  | Musa Amer Obaid       | Qatar      | 8 min 20 s 22 |
| 10                 | Mustafa Mohamed       | Suède      | 8 min 20 s 26 |
| 11                 | Luis Miguel Martín    | Espagne    | 8 min 22 s 13 |
| 12                 | Günther Weidlinger    | Autriche   | 8 min 22 s 84 |
| 13                 | Daniel Lincoln        | États-Unis | 8 min 23 s 89 |
| 14                 | José Luis Blanco      | Espagne    | 8 min 24 s 62 |
| 15                 | Tareq Mubarak Taher   | Bahreïn    | 8 min 37 s 62 |

## Légende
Records et Performances
- AR : Record continental (area record)
- CR : Record des championnats (championship record)
- MR : Record du meeting (meet record)
- NR : Record national (national record)
- OR : Record olympique (olympic record)
- PR : Record paralympique (paralympic record)
- PB : Record personnel (personal best)
- SB : Meilleure performance personnelle de la saison (season's best)
- WL : Meilleure performance mondiale de l'année (world leader)
- WJR : Record du monde junior (world junior record)
- WR : Record du monde (world record)

Circonstances et Conditions
- DNF : N'a pas terminé (did not finish)
- DNS : N'a pas pris le départ (did not start)
- DQ : Disqualification (disqualification)
- NM : Aucun essai valable enregistré (No Mark)
- Q : Qualifié « directement » au prochain tour (ou à la prochaine compétition), lors d'une compétition majeure, grâce au classement ou à la réalisation des minima (automatic qualifier)
- q : Qualifié au prochain tour (ou à la prochaine compétition), lors d'une compétition majeure, grâce au repêchage ou à la réalisation de l'une des meilleures performances parmi celles des « non qualifiés directement » (grâce au meilleur temps ou à la meilleure distance par exemple) (secondary qualifier)